# Reclus (Chile)
Reclus ist ein Vulkan im Campo de Hielo Sur, in Chile. Der Vulkan besitzt einen dazitischen Kegel, einen Krater mit etwa 1 km Durchmesser und wird durch Erosion von dem Amalia-Gletscher geformt. Er war zuletzt 1908 aktiv.